# Caravane (chanson)
Pour les articles homonymes, voir Caravane.
Caravane est une chanson de Raphael et le premier single issu de l'album du même nom, Caravane, qui s'est écoulé à plus d'un million et demi d'exemplaires et a été certifié disque de diamant en France.

## Caractéristiques
La tonalité du morceau est Mi mineur.
La progression des accords est la suivante : 
- Em - G - G - D
- Em - G - D - C

Ce qui correspond à la progression harmonique suivante :
- i - III - III - VII
- i - III - VII - VI

## Classements
| Classement                              | Meilleure position |
| --------------------------------------- | ------------------ |
| Belgique (Wallonie Ultratop 50 Singles) | 2                  |
| France (SNEP)                           | 4                  |
| Suisse (Schweizer Hitparade)            | 27                 |